# 홍찬
홍찬(洪燦, 1909년 ~ 1964년)은 영화 분야에서 주로 활동한 한국의 기업인이다.

## 생애
일제강점기에 영화 감독 이규환과 함께 영화사 성봉영화원을 설립했다. 성봉영화원은 《나그네》(1937)와 〈군용열차》(1938)를 제작했는데, 이 중 군용열차는 중일 전쟁을 배경으로 군수 열차와 중국인 스파이 등이 등장하는 친일 영화이다.
광복 후 공연예술계에서 좌익 계열의 활동이 활발해지자, 이에 대응하기 위한 극장 관리인 조직인 한성극장협회가 우익 계열에서 조직되었을 때 회장을 맡아 미군정과 공조했다. 노덕술, 최란수 등 친일 경찰들이 반민특위의 활동을 막기 위해 국회의원 살해를 모의했을 때 자신의 집을 회의 장소로 내주었다는 설 도 있다.
1949년 반민족행위특별조사위원회에 의해 체포된 바 있으며, 2008년 민족문제연구소가 발표한 친일인명사전 수록예정자 명단 연극/영화 부문에 포함되었다.
광복 당시에는 스카라극장의 전신인 약초극장의 지배인이었고, 1946년 약초극장을 인수하여 수도극장으로 개명하여 운영했다. 수도극장은 단성사, 국도극장과 함께 1950년대 서울의 대표적인 극장으로 많은 화제를 낳았다.
홍찬은 이승만과 특별히 가까운 사이였던 것으로 알려져 있다. 제1공화국 정부와의 정경유착 관계를 이용하여 1957년 막대한 비용이 들어간 안양촬영소를 설립하고 한국 최초의 시네마스코프 영화 《생명》(1958)을 제작했으나 흥행에는 실패했다. 두 번째 작품 《낭만열차》(1958)도 흥행하지 못해 안양촬영소는 이듬해 부도 처리되었다.
《대한일보》 전신인 《평화신문》을 서울에서 창간하여 사장을 지내는 등 언론인으로도 활동했다.

## 참고 자료
- 안재석, 동양 최대의 촬영 스튜디오를 꿈꾸다, 안양촬영소 (한국영화데이터베이스 - 한국영화변천사)
- 김준기 (2005년 8월 8일). “김준기의 극장순례 - 한국 영화계의 산 역사, 스카라극장”. 컬처뉴스.